# Andrea Aguilera
Andrea Victoria Aguilera Paredes (Los Ríos, 27 de abril de 2001) é uma modelo e rainha da beleza equatoriana, vencedora do concurso Miss Supranational 2023.
Anteriormente vencedora do Miss Grand Equador 2021 e representou o Equador no concurso Miss Grand International 2021, onde terminou em 2.ª colocada.

## Concurso de beleza
Aguilera representou Los Rios no Miss Grand Equador 2021 e conquistou o título. Como Miss Grand Equador, Aguilera representou o Equador no Miss Grand International 2021 em Bangkok, Tailândia. Na competição, Aguilera avançou para as vinte primeiras, depois para as dez primeiras e finalmente para as cinco primeiras. Ela acabou conquistando a 2.ª colocada, tornando-se a primeira equatoriana a alcançar a colocação mais alta pela primeira vez no referido concurso.
Em março de 2023, Aguilera foi designada e coroada Miss Equador Supranacional. Ela representou o Equador em Nowy Sącz, na Polônia, e conquistou o título de Miss Supranational 2023. Aguilera é a primeira equatoriana a vencer na história do concurso Miss Supranacional.